# روبن هيل (عالم اجتماع)
روبن هيل (بالإنجليزية: Reuben Hill)‏ هو عالم اجتماع أمريكي، ولد في 1912، وتوفي في 1985.